# Mara Nicolescu
Maria Nicolescu (n. 31 mai 1973, Buzău, România), cunoscută artistic ca Mara Nicolescu, este o actriță și scenaristă română.

## Tinerețe și educație
Nicolescu s-a născut pe 31 mai 1973, la Buzău, municipiu din județul Buzău, în Republica Socialistă România. A absolvit cursuri de actorie la Facultatea de Litere a Universității Babeș-Bolyai din Cluj în anul 1996.

## Carieră profesională
Prima ei apariție remarcabilă în film a fost în pelicula Filantropica (2002). A urmat cu roluri notabile în filme ca Italiencele (2004), Un acoperiș deasupra capului (A Roof overhead, 2006), Restul e tăcere (2008) și Tache (2008). A avut o carieră teatrală activă înainte de a fi recunoscută pe ecranul mare. A fost actriță pentru patru ani la Teatrul „Sică Alexandrescu” din Brașov, unde a intrerpretat 11 roluri importante. Pe lângă cariera sa în film, Mara a jucat și pe scena Teatrul Nottara din București. A fost distinsă în 2002 cu Premiul UCIN pentru interpretare a unui rol principal feminin pentru rolul din filmul Filantropica. A avut o colaborare deosebită cu regizorul Nae Caranfil, cu care a fost și căsătorită.

## Activitate politică
Pe lângă activitatea sa din domeniul artistic, Nicolescu s-a implicat activ și în sfera politică. În prezent, Nicolescu concurează la alegerile Europarlamentare reprezentând partidul Alianța pentru Unirea Românilor (AUR). Pe 10 ianuarie 2024, Nicolescu a fost anunțat ca candidat AUR pentru alegerile pentru Parlamentul European din 2024, care vor avea loc în pe 9 iunie.
În contextul discuțiilor privind proiectul de Hotărâre a Guvernului legat de aprobarea Strategiei naționale de vaccinare în România din 2023 până în 2030, Nicolescu, membru AUR și candidat pe lista AUR pentru alegerile europarlamentare din 2024, a subliniat următoarele puncte în cadrul dezbaterii online.

## Filmografie

### Regizor
- Gesturi Tipic Feminine (2011)

### Actriță
- Filantropica (2002) – Miruna
- Italiencele (2004) – Jeni
- Un acoperiș deasupra capului (2006) – Cati
- Restul e tăcere (2008) – Sarah Bernhardt
- Tache (2008) – Geta
- Gesturi Tipic Feminine (2011)
- The Miracle of Tekir (2015) – Sirka

### Scenarist
- Un acoperiș deasupra capului (2006)
- Tache (2008)
- Valea Corlătului (2010)

### Producător
- Valea Corlătului (2010) – coproducătoare
- Gesturi Tipic Feminine (2011)

### Alte implicări
- Omega Rose – mulțumiri (Data necunoscută)
- Valea Corlătului (2010) – supervizor de script